# Insulinu sličan faktor rasta 2
Insulinu sličan faktor rasta 2 (IGF-2) je jedan od tri proteinska hormona koji su strukturno slični sa insulinom. On je podrobno karakterisan neutralni peptid. IGF-2 izlučujuje jetra, i on cirkuliše krvotokom. IGF-2 reguliše rast, i ispoljava aktivnosti slične insulinu i mitogenima. Faktor rasta je u znatnoj meri zavistan od somatotropina. On je značajan za rast fetusa, u kontrastu sa Insulinu sličnim faktorom 1, koji je glavni faktor rasta kod odraslih osoba.

## Struktura gena
Kod ljudi je IGF2 gen lociran na hromozomu 11p15.5, regionu koji sadrži brojne gene. Kod miševa taj homologni region se nalazi na u hromozomu 7.

## Literatura
- O'Dell SD, Day IN (1998). „Insulin-like growth factor II (IGF-II).”. Int. J. Biochem. Cell Biol. 30 (7): 767—71. PMID 9722981. doi:10.1016/S1357-2725(98)00048-X.
- Butler AA; Yakar S; Gewolb IH;  . (1999). „Insulin-like growth factor-I receptor signal transduction: at the interface between physiology and cell biology.”. Comp. Biochem. Physiol. B, Biochem. Mol. Biol. 121 (1): 19—26. PMID 9972281. doi:10.1016/S0305-0491(98)10106-2.
- Kalli KR, Conover CA (2004). „The insulin-like growth factor/insulin system in epithelial ovarian cancer.”. Front. Biosci. 8: d714—22. PMID 12700030. doi:10.2741/1034.
- Wood AW, Duan C, Bern HA (2005). „Insulin-like growth factor signaling in fish.”. Int. Rev. Cytol. 243: 215—85. PMID 15797461. doi:10.1016/S0074-7696(05)43004-1.
- Fowden AL, Sibley C, Reik W, Constancia M (2006). „Imprinted genes, placental development and fetal growth.”. Horm. Res. 65 Suppl 3 (3): 50—8. PMID 16612114. doi:10.1159/000091506.

## Spoljašnje veze
- Insulin-Like+Growth+Factor+II на 